# Когурьо
Когурьо (на корейски: 고구려 или 高句麗, [koɡuɾjʌ] на китайски: 高句驪 или 高句丽, остаряло Гао-Гюйли); (37 г. пр.н.е. – 668 г.) е държава на народа Когурьо в периода на Трите корейски царства. Разположена е в северните и средните части на Корейския полуостров и в южните и централни части на Манджурия. Във върха на своя разцвет, Когурьо контролира по-голямата част от Корейския полуостров, Манджурия, части от руския Далечен Изток и Източна Монголия.

## История
Съвременното име Корея идва от името на средновековната държава Корьо, което от своя страна е съкращение от Когурьо. Столицата е град Хвандо, а от началото на 5 век – Пхенян.
Когурьо е силно милитаризирана държава. Корейските учени я описват като империя. Първоначално има четири частично автономни окръга, базирани на кардинални направления и централен окръг, ръководен от монарха. Обаче през 1 век окръзите стават централизирани и управлявани от централния окръг, а в края на 3 век те губят политическа и военна автономия.
Всеки мъж в царството трябва да служи военна служба или може да избегне призовката, като плаща допълнителен зърнен данък. В трактат от Тан от 668 г. са записани общо 675 000 служители и 176 военни гарнизона.
Основното оръжие е лъкът. Той е модифициран така, че да е по-композитен и с увеличена способност за изхвърляне на стрелите. В по-малка степен се използват и машини за хвърляне на камъни, както и арбалети. Оръжията, използвани срещу конницата и в открит строй, са предимно копията. Два вида мечове са използвани. Първият е по-къс вариант с две остриета, използван предимно за хвърляне. Другият е по-дълъг нож с едно острие с минимален ръб и пръстеновидни шпилки. Каските са подобни на шлемовете, използвани от централноазиатските народи, украсени с крила, кожи и кончета. Щитът е основната защита, който покрива по-голямата част от тялото на войника.
Императорът има два двореца – един в столицата и един в провинцията. Освен столицата съществуват и още няколко десетки градове.
Има съдилища, но няма затвори. Виновният е съден от чиновници и ако е осъден, присъдата е изпълнявана веднага, а жена му и децата му са отдавани в робство. Крадецът трябва да върне краденото в размер на 12 пъти.